# هرمان یسلیوس
هِرمان یِسْلیوس (انگلیسی: Herman Gesellius; ۱۶ ژانویهٔ ۱۸۷۴ – ۲۴ مارس ۱۹۱۶) معمار اهل دوک‌نشین بزرگ فنلاند بود.